# عملية راهات

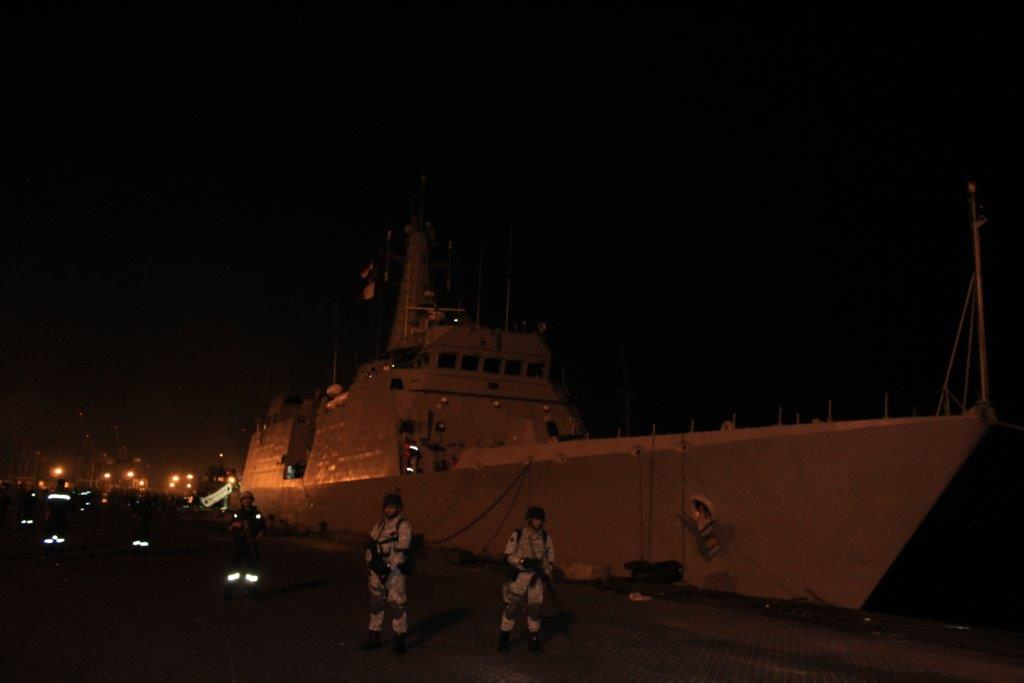
سفينة "آي إن إي سوميترا"، التابعة لأسطول البحرية الهندية في ميناء عدن.

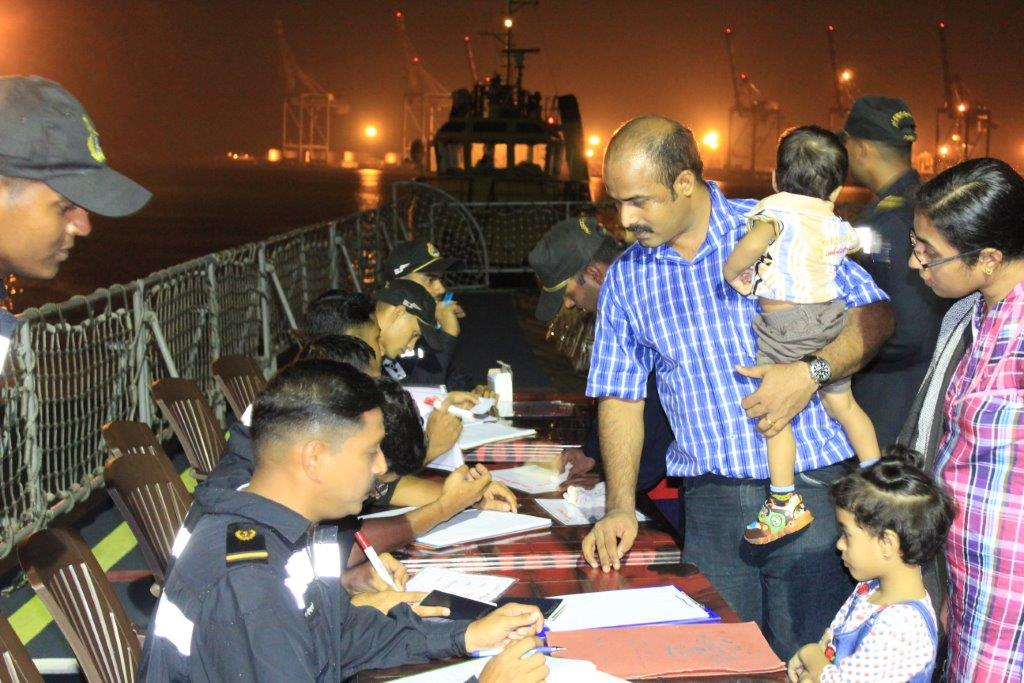
أفراد البحرية الهندية تسجل المواطنين الهنود للإخلاء من اليمن.

عملية راهات هي عملية من القوات المسلحة الهندية لإخلاء مواطني الهند من اليمن خلال أحداث عملية عاصفة الحزم في اليمن، 
وتمكنت الهند من إجلاء 360 مواطن هندي من العالقين في اليمن خلال عملية استمرت طوال ليل الثلاثاء، بواسطة سفينة "آي إن إي سوميترا"، التابعة لأسطول البحرية الهندية بعد أن تمكنت من الحصول على إذن بالرسو في ميناء عدن.